# 绻旋吻沙蚕
绻旋吻沙蚕（学名：Glycera tridactyla）为吻沙蚕科吻沙蚕属的动物。分布于大西洋北部到非洲沿岸、地中海、红海、波斯湾、日本、鄂霍次克海西南部、白令海、北美太平洋沿岸、澳洲沿岸，包括黄海、东海、渤海等海域。